# Nyråd
Nyråd – miasto w Danii, w regionie Zelandia, w gminie Vordingborg.